# Retiarius
Retiarius (łac. sieciarz) – typ gladiatora który stał się popularny pod koniec I wieku n.e. Walczył długim trójzębem osadzonym na drewnianym drzewcu, siecią rybacką przywiązaną do lewego nadgarstka długimi sznurkami, którą zarzucał na rywala i sztyletem o nazwie pugio, którym mógł dobić powalonego przeciwnika. Jedyną ochroną retiariusa była wykonana z brązu osłona lewego barku o nazwie galerus, którą w razie potrzeby mógł osłonić głowę, i osłaniająca ramię manica, wykonana z metalowych lub skórzanych pasów, a czasami z naszytych na skórę łusek. Po II wieku n.e. retiarius nakładał na lewe ramię rękaw z kolczugi, który sięgał aż po pierś ale nie było to regułą. Nie posiadał hełmu, tarczy, ani nagolenników. 
Retiarius walczył zazwyczaj z secutorem uzbrojonym w tarczę i miecz. Z racji tego że retiarius był najlżej uzbrojonym gladiatorem musiał liczyć na szybką i zręczną obronę. W przypadku gdy przeciwnik złapał sieć, retiarius mógł się jej łatwo pozbyć odcinając ją krótkim nożem.
Innym typem gladiatora który bardzo przypominał retiariusa był laquearius.

## Galeria

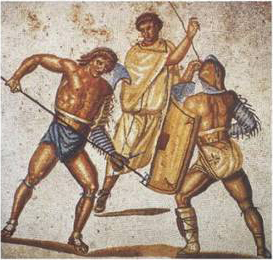
Mozaika przedstawiająca walkę retiariusa z secutorem
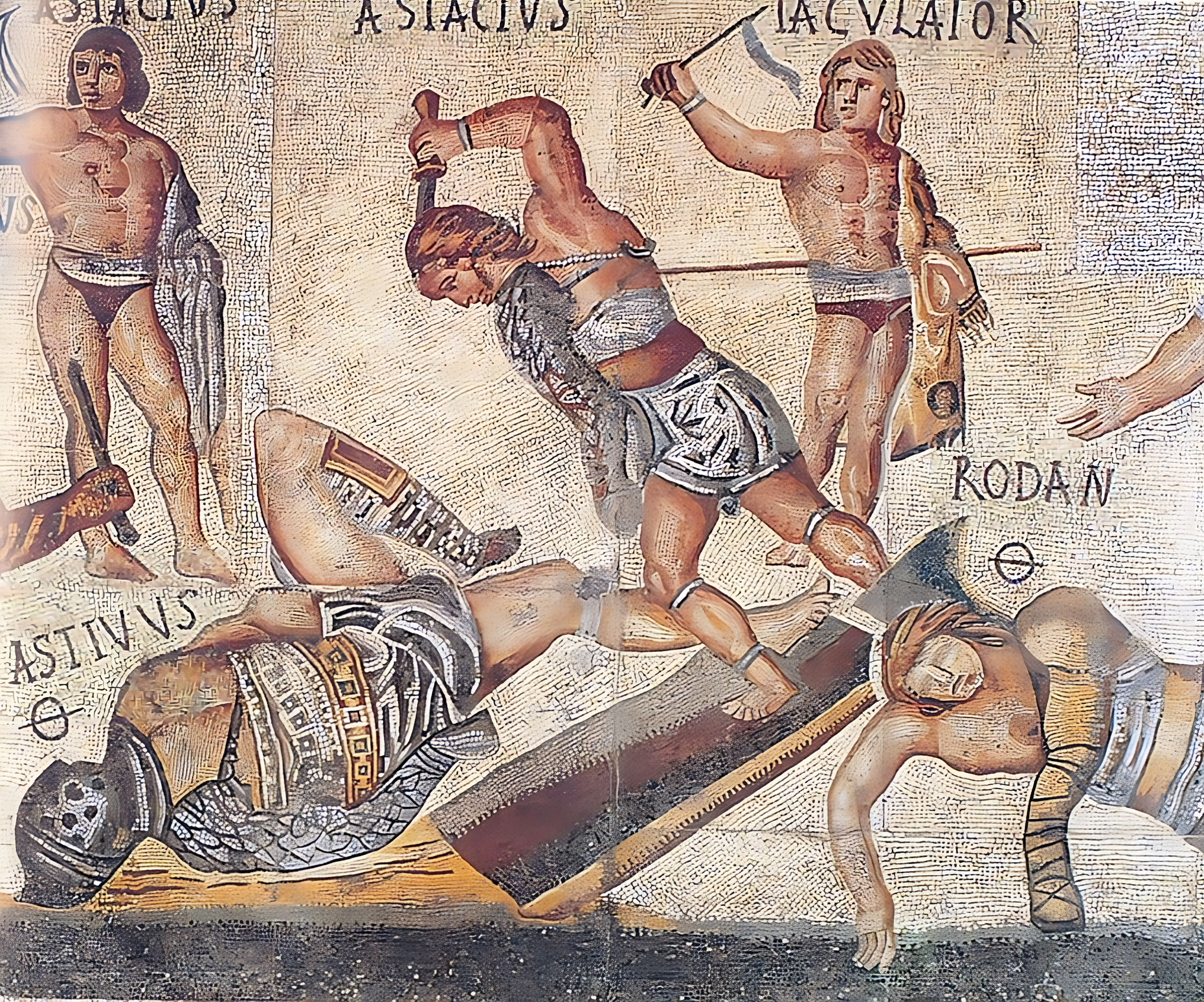
Retiarius dobijający powalonego secutora
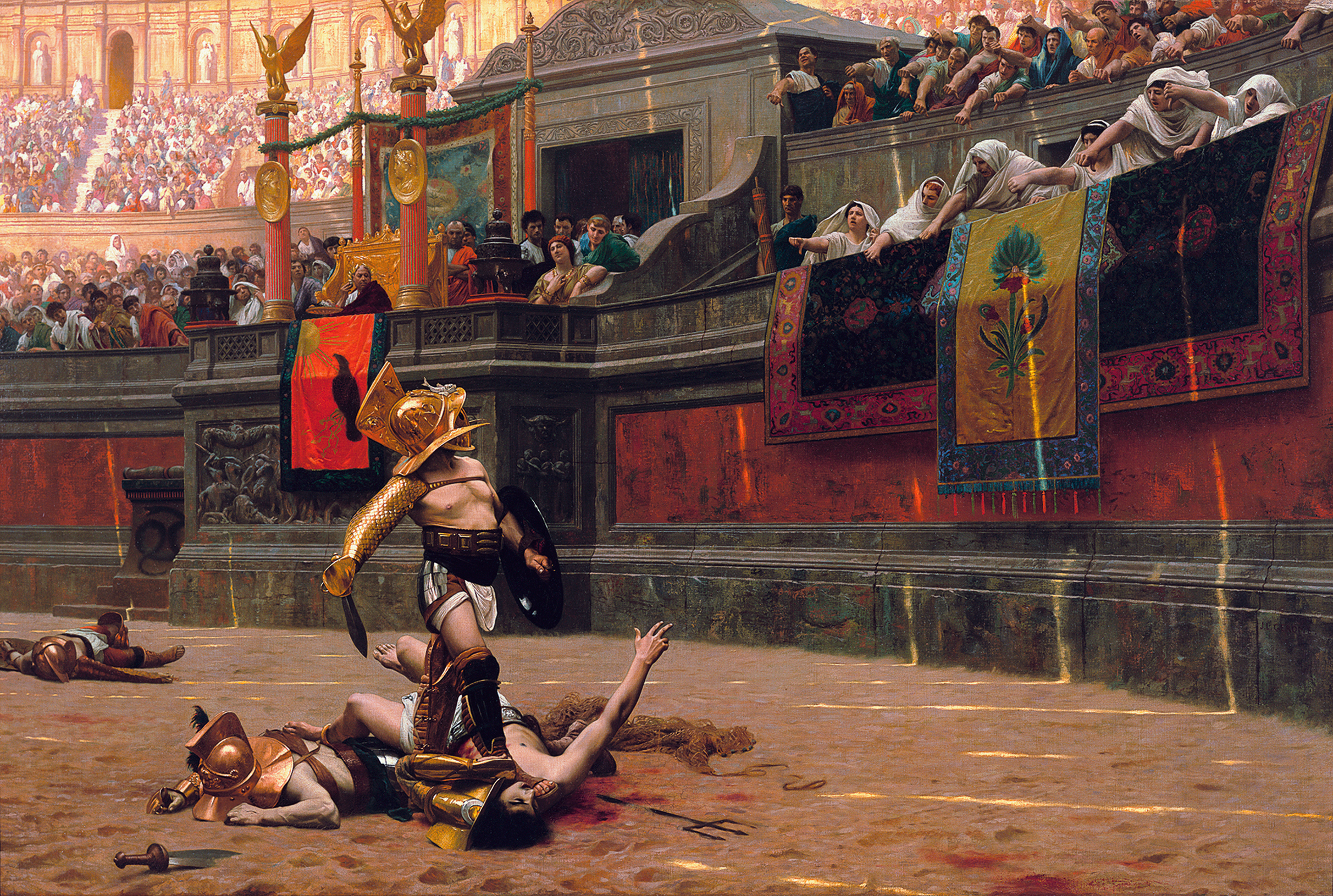
Jean-Léon Gérôme: Pollice verso (1872). Gladiator murmillo stoi nad retiariusem na arenie
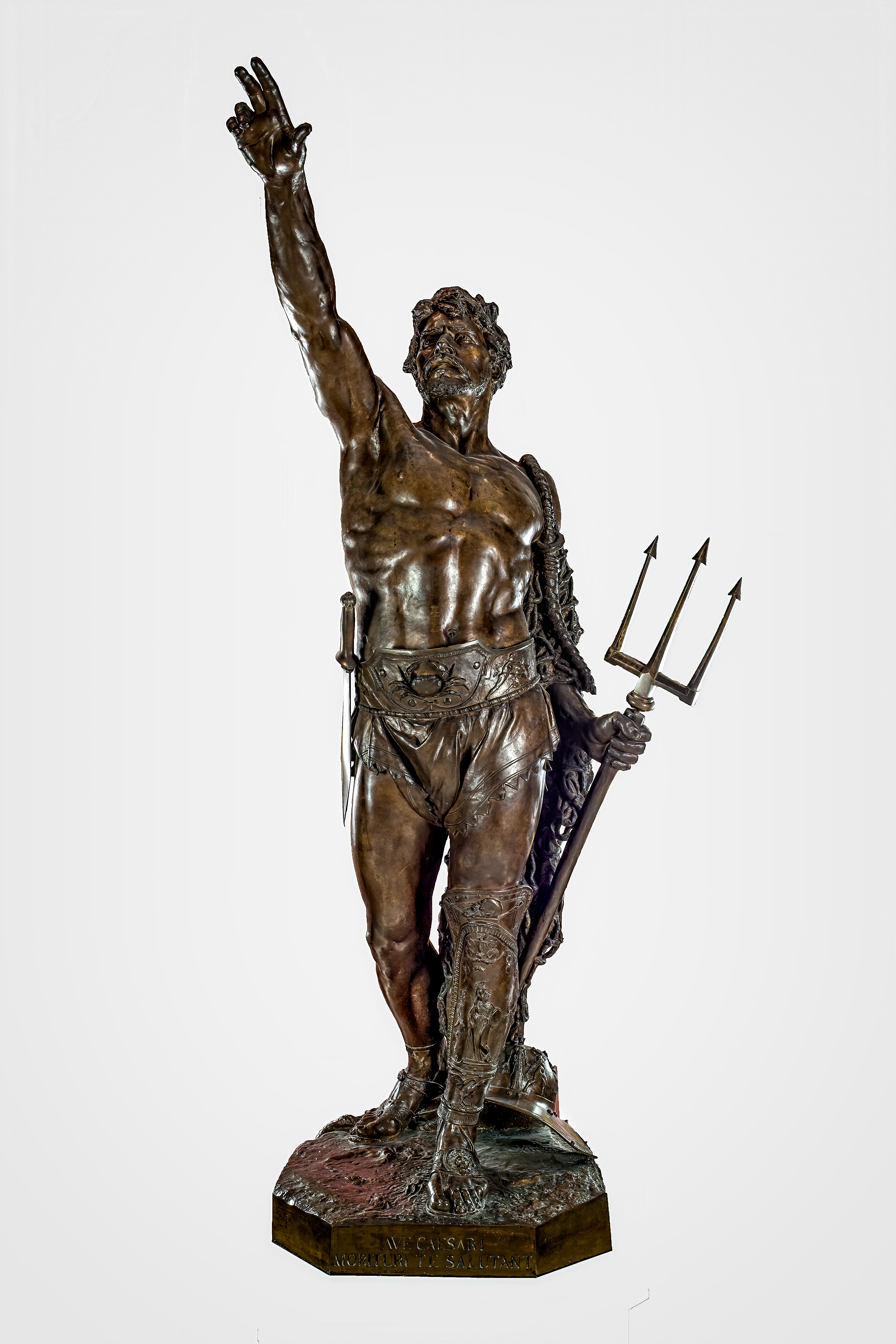
Rzeźba Gladiator autorstwa Piusa Welońskiego przedstawiająca retiariusa